# 未解读文字
未解读文字（英語：undeciphered writing systems）是指人類还未能解读的文字。其中有些文字声称已被解读，但没有被独立研究者所确认。有些文字系统虽然有象征意义，但可能不是文字。其中有些所使用的语言沒人知晓，因为它们属于孤立语言或者與已知语言关系很远，或者是被发掘出的文字太少。
雖然亦有一些現代的例子，多數未解讀的文字系統都有數千年的歷史。解讀這些文字的難處在於：
- 我們對這些文字所知甚少，近幾為零；若這些文字曾經演化為其他語言或文字的話，成功解讀的機會要高一些。
- 有些文字已成了語言學的孤島，與今日的語言毫無關聯，如温查契刻符号或米諾斯文明的文字。要解讀這些文字必需採用其他語言學或非語言學的做法，不過如果這些文字留存的文本量過少，就會難以採用諸如統計學等語言領域外的工具去解讀。

## 原始文字
某種形式的原始文字到現在還未被解讀，是因為在語言學上難以證明這些似是符號的東西會是後來文字的先驅。這些原始文字，很可能永遠都無法被解讀。
- 贾湖契刻符号，裴李岗文化，公元前6600年
- 温查契刻符号，温查文明，歐洲新石器時代（英语：Neolithic Europe），約公元前5300年
- 迪斯皮里奥图章，歐洲新石器時代（英语：Neolithic Europe），約公元前5260年
- 半坡陶符，仰韶文化，公元前5千年
- 昌樂骨刻文，距今4500多年前，有600多個字畫符號，不过对其是否是真正的文字还有疑问。
- 特尔特里亚图章，公元前5300年左右

## 青銅年代文字
以下詳列尚未解讀的青銅時代文字（公元前3300年到前1200年）：
- 東亞地區：
  - 巴蜀图语：一種春秋戰國時期流傳於巴蜀地区的文字。
- 南亞地區：
  - 印度河流域文字：位於印度河流域文明的原始文字，約公元前3300年。
- 西亞地區：
  - 原始埃蘭文字：約公元前3200年的象形文字。
  - 埃蘭綫形文字（英语：Linear Elamite）：前30世紀到前22世紀出現，可能是原始埃蘭文字的接續。
  - 青銅中期文化時期字母：包括原始西奈字母（Proto-Sinaitic script）和恐怖峽谷字母（Wadi el-Ħôl script），約公元前1800年，是一種辅音音素文字，被認為是一種介乎象形文字及拼音文字之間的原始文字。
- 地中海地區：
  - 線形文字A：位於克里特島的米諾斯語文字，約公元前1900年，是一種音節文字。
  - 克里特象形文字：約公元前1900年以後。
  - 塞浦路斯-米諾斯音節文字：約公元前1500年以後。
  - 斐斯托斯圓盤：約公元前1600年，一種在克里特島發現的獨特文字，刻在一種圓盤或斧頭上。被認為是斐斯托斯文明的代表。
  - 比布魯斯音節文字：於黎巴嫩海岸的比布魯斯城所發現的音節文字，存在於約公元前1700年。
  - 锡托沃铭文[1][2]，於保加利亞東北部錫利斯特拉州锡托沃（Sitovo）市發現，被認為與古代馬其頓文化及与弗里吉亞語相關[3]；參看Ситовская надпись（俄语：Ситовская надпись）。

## 中美洲文字
- 奥尔梅克文（英语：Olmec hieroglyphs）（Olmec）公元前900年左右
- 地峡文（英语：Isthmian script）/爱尔奥尔梅克文（Isthmian）公元前500年左右
- 萨波特克文（英语：Zapotec writing）（Zapotec）公元前500年左右
- 米斯特克文（英语：Mixtec writing）（Mixtec）14世纪

## 南美洲文字
- 奇普：印加帝國的结绳记事系統，估計於公元15世紀前製成，很可能與會計制度有關。

## 中世紀文字
- 阿列卡诺沃铭文（英语：Alekanovo inscription）：于俄罗斯发现，可能来自10至11世纪。
- 伊萨克文字（俄语：Иссыкское письмо）：位於帕米爾高原及天山一帶，可能與佉卢文或古突厥文字有關。
- 新加坡古石上的銘文，估計於13世紀製成。
- 羅洪特寫本，來自匈牙利，寫於1838年前。
- 復活節島的朗格朗格木簡，於1860年之前製成。

## 外部連結
- Proto-Elamite (CDLI link)
- Austin Simmons, The Cipherment of the Franks Casket
- Vinča signs（The Old European Script: Further evidence - Shan M. M. Winn） （页面存档备份，存于）